# Project × Zone
Project X Zone (プロジェクト クロスゾーン Purojekuto kurosuzōn?) es un videojuego de rol táctico para Nintendo 3DS codesarrollado por Monolith Soft y Banpresto y publicado por Namco Bandai Games. Se trata de una secuela del juego de 2005 Namco × Capcom, y forma parte de la serie X de Namco ("X" se pronuncia "cross" y significa "cruz"). Es el primer videojuego crossover desarrollado entre las tres empresas, Namco Bandai Games, Capcom y Sega, y el tercero de la colaboración entre Capcom y Namco. El juego salió a la venta el 11 de octubre de 2012 en Japón, el 25 de junio de 2013 en América y el 5 de julio del mismo año en Europa. Además hay una edición limitada que incluye aparte del juego, un libro a color de 48 páginas el cual incluye información de los varios juegos representados en el juego y que se completa con ilustraciones promocionales, y un CD llamado “Crossover Soundtrack CD”, que incluye la banda sonora del juego, además de un póster.

## Modo de juego
Las fases de Project X Zone tienen lugar en ubicaciones, con cuadrículas, de muchos de los títulos del crossover. Cada unidad aliada se compone de dos personajes (por lo tanto referido como una Unidad Par), aunque un tercer personaje (o "Unidad Individual") puede ser añadido para la asistencia una vez por batalla. A diferencia de en Namco x Capcom, las unidades pueden moverse libremente dentro de su área en el mapa, sin penalización para el acceso a los cofres del tesoro u objetos destructibles antes de atacar.
El sistema de batalla se llama Cross Active Battle System, en el que pulsando el botón A en combinación con el botón deslizante se realizan hasta cinco combos de ataque básicos. Otros elementos del modo de juego son el Ataque de apoyo, que permite al jugador llamar a un aliado cercano para recibir asistencia, y el Golpe cruz, que congela al objetivo en el lugar durante los ataques simultáneos de múltiples unidades. Además, el jugador puede desencadenar Golpes críticos mediante la conexión de su próximo ataque justo antes de que el objetivo toque el suelo después del primero. Cuando las unidades de los jugadores infligen daño, el medidor de la Cruz de energía (XP) del jugador se llena y se puede utilizar para los ataques especiales y los movimientos defensivos en el mapa. Los daños causados por los Golpes cruz pueden llenar este medidor hasta un 150%.

## Personajes
Más de 200 personajes (aliados y enemigos, sin contar los personajes exclusivos de eventos) se incluirán en el juego.

### Personajes originales
- Kogoro Tenzai (天斎小吾郎 Tenzai Kogoro?) es un detective descendiente de un clan ninja. Él realiza otro trabajo porque el trabajo de detective por ahora no funciona. Kogoro es un maestro del ninjutsu y tiene como arma un Nyoraitou que conecta con otra espada. En sus pies también oculta de forma secreta armas punzantes.[7]

- Mii Kouryuuji (黄龍寺美依 Kouryuuji Mii?) es una estudiante de instituto con un carácter difícil y una personalidad egoísta. Cuando era joven, entrenó con un monje para aprender a usar un arma gigante llamada "La Joya del Dragón" y "La Pistola de la Olla Púrpura". También tiene armas en sus botas, conocidas como "Tacones de Tigre".[7]

### Unidades par
Esta es una lista de las principales unidades del comando del jugador.
| Nombres                                   | Juego/serie                      | Compañía     | Actores de doblaje                   |
| ----------------------------------------- | -------------------------------- | ------------ | ------------------------------------ |
| Kogoro Tenzai & Mii Kouryuuji             | Original                         | Cross        | Toshihiko Seki & Yukari Tamura       |
| Chris Redfield & Jill Valentine           | Resident Evil: Revelations       | Capcom       | Hiroki Tōchi & Atsuko Yuya           |
| Dante & Demitri Maximoff                  | Devil May Cry & Darkstalkers     | Capcom       | Toshiyuki Morikawa & Nobuyuki Hiyama |
| Ryu & Ken Masters                         | Street Fighter                   | Capcom       | Hiroki Takahashi & Yūji Kishi        |
| Chun-Li & Morrigan Aensland               | Street Fighter II & Darkstalkers | Capcom       | Fumiko Orikasa & Rie Tanaka          |
| X & Zero                                  | Mega Man X                       | Capcom       | Takahiro Sakurai & Ryōtarō Okiayu    |
| Frank West & Hsien-Ko                     | Dead Rising & Darkstalkers       | Capcom       | Rikiya Koyama & Saori Hayami         |
| Kurt Irving & Riela Marceris              | Valkyria Chronicles III          | Sega         | Yūichi Nakamura & Aya Endō           |
| Ichiro Ogami & Sakura Shinguji            | Sakura Wars                      | Sega         | Akio Suyama & Chisa Yokoyama         |
| Gemini Sunrise & Erica Fontaine           | Sakura Wars                      | Sega         | Sanae Kobayashi & Noriko Hidaka      |
| Akira Yuki & Pai Chan                     | Virtua Fighter                   | Sega         | Shin-ichiro Miki & Minami Takayama   |
| Toma & Cyrille                            | Shining Force EXA                | Sega         | Romi Park & Houko Kuwashima          |
| Zephyr & Leanne                           | Resonance of Fate                | Sega         | Hiro Shimono & Aya Endō              |
| Yuri Lowell & Estellise Sidos Heurassein  | Tales of Vesperia                | Namco Bandai | Kōsuke Toriumi & Mai Nakahara        |
| Jin Kazama & Ling Xiaoyu                  | Tekken & Tekken 3                | Namco Bandai | Isshin Chiba & Maaya Sakamoto        |
| Kite & BlackRose                          | .hack                            | Namco Bandai | Sayaka Aida & Masumi Asano           |
| KOS-MOS & T-elos                          | Xenosaga Episode III             | Namco Bandai | Mariko Suzuki                        |
| Soma Schicksal & Alisa Ilinichina Amiella | God Eater                        | Namco Bandai | Kazuya Nakai & Maaya Sakamoto        |
| Haken Browning & Kaguya Nanbu             | Endless Frontier                 | Namco Bandai | Nobuyuki Hiyama & Yukana             |
| Reiji Arisu & Xiaomu                      | Namco × Capcom                   | Namco Bandai | Kazuhiko Inoue & Omi Minami          |

### Unidades individuales
Esta es una lista de las unidades individuales del juego, que se pueden conectar a unidades pares y actuar como asistencias.
| Nombre                | Juego/serie                              | Compañía     | Actor de doblaje                 |
| --------------------- | ---------------------------------------- | ------------ | -------------------------------- |
| Lady                  | Devil May Cry                            | Capcom       | Fumiko Orikasa                   |
| Juri Han*             | Super Street Fighter IV                  | Capcom       | Eri Kitamura                     |
| Tron Bonne & Servbots | Mega Man Legends                         | Capcom       | Mayumi Iizuka & Chisa Yokoyama   |
| Arthur                | Ghosts'n Goblins                         | Capcom       | Tetsu Inada                      |
| Devilotte             | Cyberbots                                | Capcom       | Etsuko Kozakura                  |
| Batsu Ichimonji       | Rival Schools                            | Capcom       | Nobuyuki Hiyama                  |
| Imca                  | Valkyria Chronicles III                  | Sega         | Masumi Asano                     |
| Ulala                 | Space Channel 5                          | Sega         | Desconocido                      |
| Vashyron              | Resonance of Fate                        | Sega         | Ken Narita                       |
| Bruno Delinger        | Dynamite Deka                            | Sega         | Ben Hiura                        |
| Rikiya Busujima       | Zombie Revenge                           | Sega         | Daisuke Namikawa                 |
| Bahn                  | Fighting Vipers                          | Sega         | Hiroki Takahashi                 |
| Flynn Scifo           | Tales of Vesperia                        | Namco Bandai | Mamoru Miyano                    |
| Alisa Bosconovitch*   | Tekken 6: Bloodline Rebellion            | Namco Bandai | Yuki Matsuoka                    |
| Heihachi Mishima*     | Tekken Tag Tournament 2                  | Namco Bandai |                                  |
| Sanger Zonvolt*       | Super Robot Wars: Original Generations   | Namco Bandai | Kenichi Ono                      |
| Lindow Amamiya        | God Eater                                | Namco Bandai | Hiroaki Hirata                   |
| Valkyrie              | Valkyrie no Bōken: Toki no Kagi Densetsu | Namco Bandai | Kikuko Inoue                     |
| Saya*                 | Namco × Capcom                           | Namco Bandai | Ai Orikasa                       |
| Neneko/Neito          | Yumeria                                  | Namco Bandai | Tamaki Nakanishi & Mariko Suzuki |

* Inicialmente una Unidad Rival
Cameos
Algunas unidades individuales convocan a otros personajes como parte de sus ataques:
- Convocatoria de Ulala: Opa-Opa de Fantasy Zone, Harrier de Space Harrier y Scooter de Alien Storm.
- Convocatoria de Devilotte: Mobilesuits α & β de Side Arms Hyper Dyne y Blodia de Cyberbots.

### Unidades rivales
La siguiente es una lista de los personajes no jugables que aparecen como enemigos en el juego.
| Nombre             | Juego/serie             | Compañía     | Actor de doblaje   |
| ------------------ | ----------------------- | ------------ | ------------------ |
| Drei Belanos       | Original                | Namco Bandai | Kazuya Tatekabe    |
| Eins Belanos       | Original                | Namco Bandai | Toshio Furukawa    |
| Due Flabellum      | Original                | Namco Bandai | Megumi Hayashibara |
| Nemesis T-Type     | Resident Evil           | Capcom       | Ninguno            |
| Jedah Dohma        | Darkstalkers 3          | Capcom       | Isshin Chiba       |
| Lord Raptor        | Darkstalkers            | Capcom       | Yūji Ueda          |
| Q-Bee              | Darkstalkers            | Capcom       | Arisa Nishiguchi   |
| Seth               | Street Fighter IV       | Capcom       | Akio Ōtsuka        |
| Juri Han           | Super Street Fighter IV | Capcom       | Eri Kitamura       |
| Vile               | Mega Man X              | Capcom       | Hiroshi Shimozaki  |
| Astaroth           | Ghosts'n Goblins        | Capcom       | Hitoshi Bifu       |
| Shielder           | Ghosts'n Goblins        | Capcom       | Daisuke Kageura    |
| Selvaria Bles      | Valkyria Chronicles III | Sega         | Sayaka Ohara       |
| Ayame              | Sakura Wars             | Sega         | Ai Orikasa         |
| Ciseaux/Prelude    | Sakura Wars             | Sega         | Wataru Takagi      |
| Dural              | Virtua Fighter          | Sega         | Ninguno            |
| Riemsianne La Vaes | Shining Force EXA       | Sega         | Megumi Toyoguchi   |
| Coco ★ Tapioca     | Space Channel 5         | Sega         | Ninguno            |
| Skeith             | .hack                   | Namco Bandai | Ninguno            |
| Vajra              | God Eater               | Namco Bandai | Ninguno            |
| Phantom            | Endless Frontier        | Namco Bandai | Ninguno            |
| Dokugozu           | Namco × Capcom          | Namco Bandai | Yoichi Nishijima   |
| Dokumezu           | Namco × Capcom          | Namco Bandai | Tōru Nara          |

## Desarrollo
A Namco Bandai se le ocurrió la idea de crear el "crossover soñado", después se acercaron con sus planes a Capcom y después a Sega, a las que les gustó la idea. El juego fue revelado por primera vez en un adelanto de Namco Bandai en la web oficial hasta que finalmente se reveló en la edición de mayo de 2012 de la revista Famitsu.
La banda sonora fue creada por Yoko Takahashi, con la canción de apertura titulada "Wing Wanderer" y la de cierre titulada "GALAXY". El vídeo de apertura estará a cargo del nuevo estudio de animación Trigger, que fue fundada por exempleados de Gainax, Hiroyuki Imaishi y otros.